# ポニーリーグ
ポニーリーグは、アメリカ合衆国発祥の少年少女を対象とする硬式野球のリーグ。国際本部はアメリカ合衆国ペンシルベニア州ピッツバーグに置かれている。日本では1975年（昭和50年）に誕生し、主に小学生・中学生を対象とした硬式野球団体、日本ポニーベースボール協会として活動しており、略称ポニーリーグと呼ばれている。

## 主要大会
【国内大会】
- 全日本選手権（エイジェック盃GCS予選）
- 全日本選抜中学硬式野球大会
- 全日本地域対抗選手権大会　兼　日本代表選手選考会
- PONYジャパングランドチャンピオンシップトーナメント
- 日米親善大会

【国際大会】
- ワールドシリーズ
- アジアパシフィックゾーンチャンピオンシップトーナメント
- 東アジア選手権大会

## 概要
- 1975年　創設者伊藤慎介により日本での活動が開始される。
- 2009年　社団法人化し日本ポニーベースボール協会となり、会長に鳩山邦夫氏、理事長に井上昌友が就任
- 2013年　ポニーワールドシリーズ＜U-14の部＞で日本チームがワールドチャンピオンに輝く。
- 2014年　九州連盟が発足
- 2015年　関西連盟が発足
- 2016年　第3代理事長に満生禎次郎が就任
- 2018年　第3代会長に松本純氏が就任
- 2018年　第4代理事長に広澤克実が就任
- 2018年　「障害は予防出来る」として野球団体初となる球数制限を導入した「SUPER PONY ACTION PART Ⅰ」をリリース
- 2019年　SDGs活動の積極推進も含め奨学金や野球道具提供制度を発足させる「SUPER PONY ACTION PART Ⅱ｣をリリース」
- 2020年　第3代会長に松原仁氏が就任
- 2023年　エイジェック盃GCSで佐賀ビクトリーが初代中学硬式野球統一グランドチャンピオンに翌年も筑後リバーズがグランドチャンピオンに

## 出身者
- 梅野隆太郎(阪神)
- 宮城大弥（オリックス）
- 平良海馬（西武）
- 一岡竜司（広島）
- 大嶺祐太（中日）
- 栗山英樹（侍ジャパン監督）
- 高橋由伸（元読売巨人軍監督）
- 石井一久（楽天監督）　　　　　他